# 월하의 사미인곡
"월하의 사미인곡"은 한국에서 제작된 박윤교 감독의 1985년 영화이다. 명희 등이 주연으로 출연하였고 김치한 등이 제작에 참여하였다.

## 출연

### 주연
- 명희
- 김주영
- 김기주
- 황인숙

## 기타
- 조명: 한희창
- 녹음: 김경일
- 미술: 김유준